# Umar Abd ar-Rahman

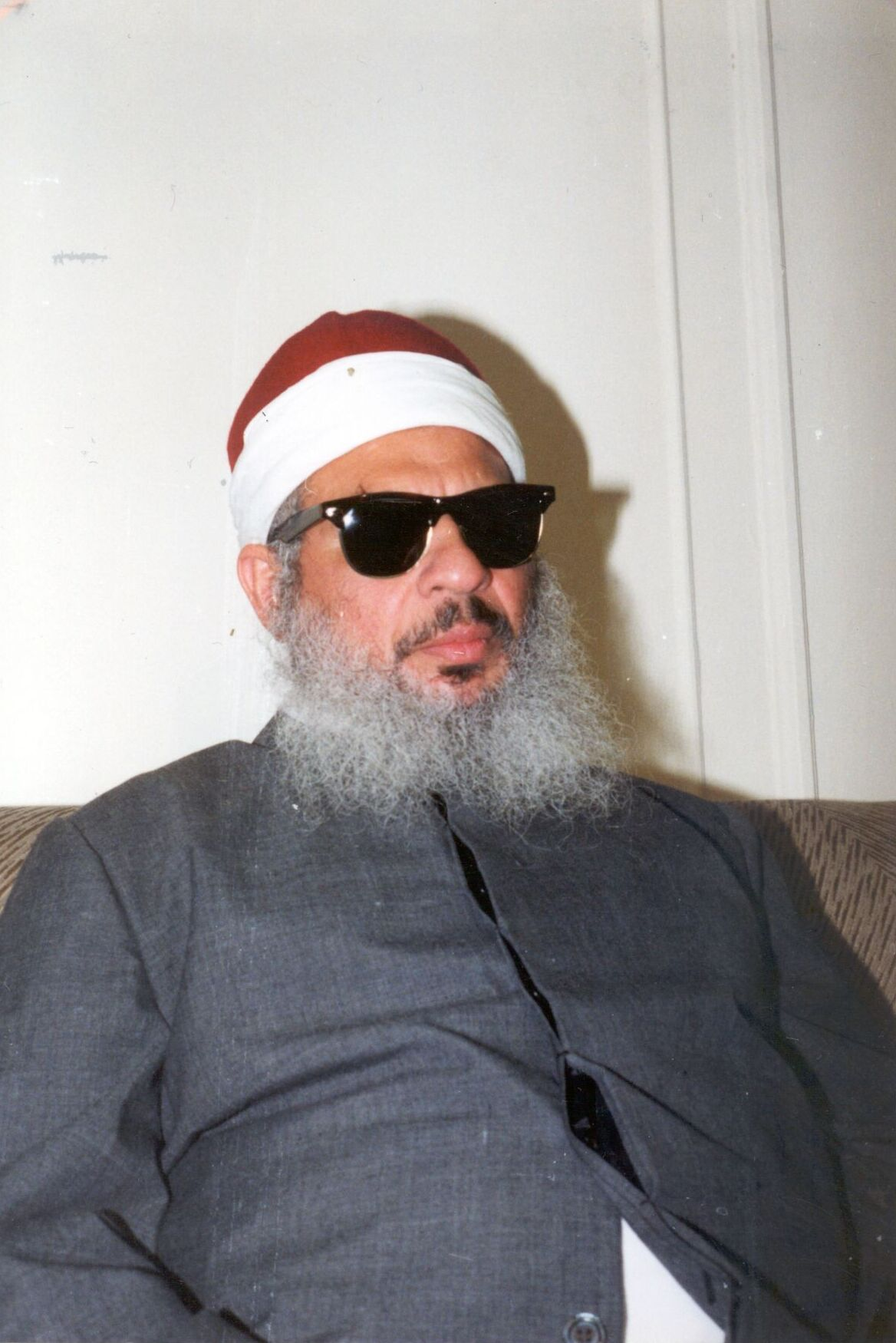
ʿUmar ʿAbd ar-Rahmān

ʿUmar ʿAbd ar-Rahmān (arabisch عمر عبد الرحمن, DMG ʿUmar ʿAbd ar-Raḥmān, auf ägyptisch-Arabisch oft Omar Abdel-Rahman geschrieben; * 3. Mai 1938 in Gamaliyya, Gouvernement ad-Daqahliyya, Ägypten; † 18. Februar 2017 in Butner, North Carolina, Vereinigte Staaten) war ein ägyptischer Islamist und Gründer von al-Dschamāʿa al-islāmiyya. Von 1996 bis zu seinem Tod 2017 verbüßte er eine lebenslange Haftstrafe im US-Bundesgefängnis Butner.
Die von ʿAbd ar-Rahmān gegründete al-Dschamāʿa al-islāmiyya wird von den Regierungen der Vereinigten Staaten und Ägyptens als terroristisch eingestuft. Sie ist verantwortlich für viele Gewaltakte, darunter das Massaker von Luxor im November 1997, bei dem 58 ausländische Touristen und vier Ägypter getötet wurden.

## Leben

### Ägypten und Saudi-Arabien
ʿAbd ar-Rahmān wurde 1938 in Ägypten geboren und verlor sein Augenlicht als Kleinkind durch eine Diabetes-Erkrankung. Als Kind las er den Koran in Blindenschrift und entwickelte ein Interesse für die Arbeiten der islamischen Gelehrten Ibn Taimiyya und Sayyid Qutb. Er absolvierte die Grundschul- und Sekundarschulausbildung an einem Institut der al-Azhar-Universität und schloss diese 1960 ab. 1965 erhielt er ein Diplom der Fakultät für Theologie (uṣūl ad-dīn) in Kairo und wurde zum Imam einer Moschee im Fayyum ernannt. Die Niederlage Gamal Abdel Nassers im Sechstagekrieg von 1967 hinterließ bei ihm einen bleibenden Eindruck. Von nun an begann er, Nasser als Pharao zu bezeichnen. Nachdem er beim Tode Nassers von einem Minbar aus das Gebet an dessen Grab verboten hatte, wurde er Ende 1970 verhaftet und für acht Monate in der Kairoer Zitadelle inhaftiert. Trotzdem konnte er im März 1972 an der Theologischen Fakultät der Azhar promovieren. Von 1973 bis 1977 lehrte ʿAbd ar-Rahmān an der Zweigstelle der Azhar-Universität von Asyut. Hier entwickelte er enge Beziehungen zur islamistisch orientierten Jugend, die vor allem an der Universität Assiut ihre Hochburg hatte, aber auch an der Zweigstelle der Azhar Anhänger hatte.
1977 ging ʿAbd ar-Rahmān nach Saudi-Arabien, um dort in Riad an der Fakultät für Mädchen zu lehren. Nach seiner Rückkehr im Jahre 1980 entwickelte er enge Beziehungen zu zwei von Ägyptens radikalsten Organisationen, zur ägyptischen Dschihad-Organisation und zur al-Dschamaʿa al-Islamiyya (Islamische Gruppe). Nach der Ermordung Präsident Anwar as-Sadats im Oktober 1981 durch die Dschihad-Organisation wurde er als mutmaßlicher Mufti der Organisation festgenommen und des Mordes angeklagt. Obwohl ʿAbd ar-Rahmān keine Beteiligung an der Sadat-Ermordung nachgewiesen werden konnte, verbrachte er drei Jahre in ägyptischen Gefängnissen. Erst im Oktober 1984 wurde er freigelassen.
In der Folgezeit wurde Scheich ʿAbd ar-Rahmān als Prediger erneut im Fayyum tätig. Zwei seiner Söhne begaben sich nach Afghanistan, um dort den Dschihad gegen die sowjetischen Besatzer zu führen. Er selbst besuchte sie dort Mitte der 1980er Jahre. 1987 veröffentlichte er sein Buch „Worte der Wahrheit“ (Kalimāt al-ḥaqq), in dem er sich über den Dschihad äußerte. Nachdem im April 1989 die ägyptischen Behörden ein Predigtverbot über ʿAbd ar-Rahmān verhängt hatten und seine Anhänger an der Schuhadāʾ-Moschee in Fayyum dagegen protestiert hatten, wurde er erneut verhaftet, aufgrund der Proteste von Anhängern der Dschamaʿa in Asyut aber schon kurze Zeit später wieder freigelassen. ʿAbd al-Halīm Mūsā, der im Januar 1990 ägyptischer Innenminister wurde, empfing ihn in seinem Büro und gab ihm die Bewegungsfreiheit zurück. Im Juni 1990 reiste ʿAbd ar-Rahmān nach Saudi-Arabien aus, um den Haddsch zu verrichten.
Es wird vermutet, dass ʿAbd ar-Rahmān nach dem Tod von Abdallah Yusuf Azzam im November 1989 die Kontrolle über den internationalen dschihadistischen Flügel von Maktab al-Chadamāt (MAK) und al-Qaida übernahm, doch gibt es hierfür keine Belege. ʿAbd ar-Rahmān soll auch enge Verbindungen zum afghanischen Kriegsherrn Gulbuddin Hekmatyār gehabt haben und in verdeckte amerikanische CIA- und ISI-Programme zum Kampf gegen die Sowjetunion in Afghanistan involviert gewesen sein.

### Ab 1990 in den USA
Im Juli 1990 reiste ʿAbd ar-Rahmān mit einem Touristenvisum, das er im Sudan erhalten hatte, in die Vereinigten Staaten ein. Es wird vermutet, dass er dort die Leitung des MAK in den USA übernehmen wollte und zur Belohnung für seinen Einsatz gegen die Sowjetunion mit Hilfe der CIA an das Touristenvisum kam.
Abd ar-Rahmān predigte in drei verschiedenen Moscheen in New York und war dadurch schnell von einer Gruppe treuer Gefolgsleute umgeben. Im Juli 1992 entzogen ihm die amerikanischen Behörden die Green Card, weil er diese aufgrund falscher Angaben erhalten hatte. Am 18. März 1993 wurde von den amerikanischen Behörden seine Ausweisung entschieden, doch legte ʿAbd ar-Rahmān gegen den Ausweisungsbescheid Berufung ein, so dass er sich weiter im Lande aufhalten durfte. Um die gleiche Zeit geriet er mit seinen Gefolgsleuten in das Visier der Ermittlungen des FBI, das nach den Tätern des Bombenanschlags auf das World-Trade-Center am 26. Februar 1993 suchte. ʿAbd ar-Rahmān soll eine Fatwa erlassen haben, die zur Gewalt gegen das US-Militär aufrief. Auch soll es Pläne für weitere Großanschläge gegeben haben.
Am 4. Juli 1993 wurde ʿAbd ar-Rahmān mit neun seiner Anhänger festgenommen. Kurz danach wurde er „wegen einer Verschwörung, Bauwerke in die Luft zu sprengen“ angeklagt; im Januar 1996 wurde er zu einer lebenslangen Gefängnisstrafe verurteilt. ʿAbd ar-Rahmāns Verurteilung war ein wichtiges Ereignis für militante Islamisten in der ganzen Welt, darunter Osama bin Laden. 1997 verübten Mitglieder von ʿAbd ar-Rahmāns Gruppe al-Dschamāʿa al-islāmiyya zwei Anschläge gegen europäische Urlauber in Ägypten, darunter den Anschlag von Luxor 1997. Die Attentäter forderten ʿAbd ar-Rahmāns Freilassung.
2005 wurden Mitglieder von ʿAbd ar-Rahmāns Rechtsbeistandsgruppe für schuldig befunden, die Kommunikation zwischen ʿAbd ar-Rahmān und al-Dschamāʿa al-islāmiyya erleichtert zu haben. Seine Anwältin während des Prozesses gegen ihn war Lynne Stewart, sie wurde als 66-Jährige 2005 zunächst zu 28 Monaten (die Staatsanwaltschaft hatte 35 Jahre verlangt) verurteilt. Auf Berufung der Staatsanwaltschaft wurde sie schließlich zu zehn Jahren Haft verurteilt, weil sie mit dem Verstoß gegen die für ʿAbd ar-Rahmān verschärften Haftbedingungen Beihilfe zum Terrorismus geleistet haben soll.
ʿAbd ar-Rahmān starb am 18. Februar 2017 im Alter von 78 Jahren im Gefängnis.